# Віндзор (Коннектикут)
Віндзор (англ. Windsor) — місто (англ. town) в США, в окрузі Гартфорд штату Коннектикут. Населення — 29 492 особи (2020).

## Демографія
Згідно з переписом 2010 року, у місті мешкали 29 044 особи в 11 233 домогосподарствах у складі 7881 родини. Було 11767 помешкань
Расовий склад населення:
| - 54,7 % — білих - 34,3 % — чорних або афроамериканців - 4,5 % — азіатів - 0,2 % — корінних американців - 3,1 % — осіб інших рас |

До двох чи більше рас належало 3,2 %. Частка іспаномовних становила 8,4 % від усіх жителів.
За віковим діапазоном населення розподілялося таким чином: 21,5 % — особи молодші 18 років, 63,2 % — особи у віці 18—64 років, 15,3 % — особи у віці 65 років та старші. Медіана віку мешканця становила 43,1 року. На 100 осіб жіночої статі у місті припадало 90,9 чоловіків;  на 100 жінок у віці від 18 років та старших — 87,8 чоловіків також старших 18 років.
Середній дохід на одне домашнє господарство  становив 102 876 доларів США (медіана — 89 565), а середній дохід на одну сім'ю — 113 734 долари (медіана — 101 199). Медіана доходів становила 63 500 доларів для чоловіків та 55 260 доларів для жінок. За межею бідності перебувало 4,8 % осіб, у тому числі 4,0 % дітей у віці до 18 років та 5,0 % осіб у віці 65 років та старших.
Цивільне працевлаштоване населення становило 15 924 особи. Основні галузі зайнятості: освіта, охорона здоров'я та соціальна допомога — 28,2 %, фінанси, страхування та нерухомість — 12,2 %, науковці, спеціалісти, менеджери — 10,5 %, виробництво — 10,0 %.